# سوسانا آبایتوا
سوسانا آبایتوا (اسپانیایی: Susana Abaitua‎؛ زادهٔ ۵ اکتبر ۱۹۹۰) بازیگر اهل اسپانیا است.
از فیلم‌ها یا برنامه‌های تلویزیونی که وی در آنها نقش داشته‌است می‌توان به ایزابل، قصه‌ای برایم بگو، استکهلم، ۴ لاتاس، دیار اجدادی، زندگی جنون‌آمیز و شیفتهٔ او اشاره کرد.